# حسن شایانفر
حسن شایانفر (۱۳۳۵ تهران -درگذشته ۱۳۹۵تهران) از بازجویان سابق زندان اوین و روزنامه‌نگار در مؤسسه کیهان بود. وی که مسؤول دفتر پژوهش‌های مؤسسه کیهان بود از یک دهه قبل ستون جنجالی «نیمه پنهان» را در روزنامه کیهان می‌نوشت. وی در دهه شصت خورشیدی بخش فرهنگی زندان قزل‌حصار را راه‌اندازی و با نام مستعار معصومی اداره می‌کرد. نام وی را اولین بار اکبر گنجی در دوران قتل‌های زنجیره‌ای مطرح ساخت و به نقش وی (برادر حسن) در اعتراف‌گیری از سران حزب توده اشاره کرد.
وی همچنین روزنامهٔ کیهان و به ویژه حسین شریعتمداری و حسن شایانفر را بخش رسانه‌ای قتل‌های زنجیره‌ای مخالفان در خارج و داخل کشور می‌دانست.

به گفته برخی از زندانیان سیاسی وی در بازجویی از آنان حضور داشته‌است. گرچه خود این اتهامات را تأیید نمی‌کرد.
او پس از طی دوران طولانی بیماری، در ۲۹ آبان ۱۳۹۵ شمسی در سن ۶۰ سالگی درگذشت.

## آثار
- مجموعهٔ شصت جلدی نیمه پنهان، شامل جلدهای:
  - شوالیه‌های ناتوی فرهنگی
  - حزب خلق مسلمان
  - نیمه پنهان مصدق
  - سایه روشن بهائیت
  - سایه شوم